# Головкин, Валерий Павлович
Валерий Павлович Головкин (род. 1 июля 1945, Москва) — советский футболист, выступавший на позиции нападающего. Мастер спорта СССР.
Воспитанник ЦСиО «Локомотив» Москва. Выпускник Всесоюзного заочного института инженеров транспорта. В 1966 году дебютировал в высшей лиге первенства СССР (три матча за московский «Локомотив»). В том же году был направлен в Калугу с группой игроков (Голованов, Клещёв, Сягин, Шелудько) для выступления в местном клубе железнодорожников. Команда под руководством Владимира Добрикова и Юрия Ладя завоевала Кубок РСФСР. Владимир с 11 мячами стал вторым бомбардиром команды, лишь один мяч уступив хавбеку Борису Клещёву. Всего на счету «Локо» оказалось 53 мяча. В Калуге Головкин выступал пять лет.
Закончил профессиональную карьеру в Смоленске в возрасте 27 лет.